# Italy in a Day - Un giorno da italiani
(commento del regista)
Italy in a Day - Un giorno da italiani è un film documentario del 2014, diretto da Gabriele Salvatores. Il documentario è stato proiettato per la prima volta il 2 settembre 2014, fuori concorso alla 71ª Mostra internazionale d'arte cinematografica di Venezia.

## Progetto/produzione
Nel 2010 Ridley Scott ha prodotto il documentario La vita in un giorno (Life in a Day), rivolto agli utenti di YouTube.
Nel 2012 Ridley Scott ha prodotto il documentario Un giorno da britannici (Britain in a Day).
Nel 2014 Ridley Scott ha collaborato per la realizzazione del documentario italo-britannico Italy in a day - Un giorno da italiani

## Trama
Per mezzo di una campagna pubblicitaria online, la casa di produzione Indiana Production e lo stesso regista Gabriele Salvatores hanno richiesto a tutti gli italiani intenzionati a partecipare al progetto di riprendere alcuni momenti della propria giornata (tutti nella stessa data: il 26 Ottobre 2013), per poi inviarli.
L'invito aveva in sé il suggerimento degli argomenti, della forma di diario e forniva già l'ambito dei contenuti e della trama: Avete presente i diari? ..[] Se  lavori ..[].., se sei a spasso , ..[] se sei ad un matrimonio, se ti nasce un figlio, se fai qualcosa di memorabile o anche di normale, la vostra vita quotidiana ..  Che cosa ami? Di cosa hai paura? In cosa credi? Qual è la tua Italia?
In totale sono stati realizzati oltre 44.197 video, e ben 2.200 ore di riprese. Unendo alcuni tratti di alcuni video è stato creato questo progetto, con 627 italiani protagonisti e dalla durata di appena 75 minuti.
Il risultato è il montaggio di una selezione di 633 su 44197 video, e solo di coloro hanno  voluto rispondere all'invito e fornire la liberatoria e sono stati ritenuti idonei e scelti da un gruppo limitato, se pur ampio, di addetti al montaggio e dalla supervisione di un regista,  di una sola giornata nel paese.
I video inviati sono stati disposti in modo tale da seguire le ore del giorno, a partire dalla mezzanotte tra il 25 e il 26 ottobre, passando per tutta la giornata, fino alla mezzanotte tra il 26 e il 27 ottobre. Essendo nato online, questo progetto ha visto protagonisti principalmente i giovani. Infatti i pochi anziani mostrati nel documentario sono stati ripresi da qualcuno più giovane.

## Distribuzione
- 2 settembre 2014 in Italia alla 71ª Mostra di Venezia, fuori concorso.
- 23 settembre 2014 in Italia, in cinquanta sale cinematografiche.
- 27 settembre 2014 è stato trasmesso, in prima visione televisiva, su Rai Tre.

## Riconoscimenti
- 2015 - David di Donatello
  - Nomination Miglior montaggio a Massimo Fiocchi e Chiara Griziotti